# دیوید دوک جونیور
دیوید دوک جونیور (انگلیسی: David Duke Jr.؛ زادهٔ ۱۳ اکتبر ۱۹۹۹) بازیکن بسکتبال اهل ایالات متحده آمریکا است.
وی در مسابقات کشوری و بین‌المللی در مجموع برندهٔ ۱ مدال برنز شده‌است.